# سرج

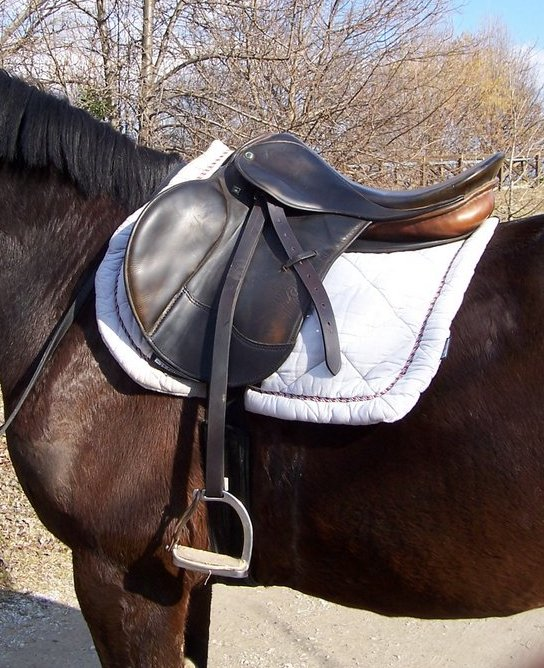
سرج إنجليزي على ظهر الخيل.

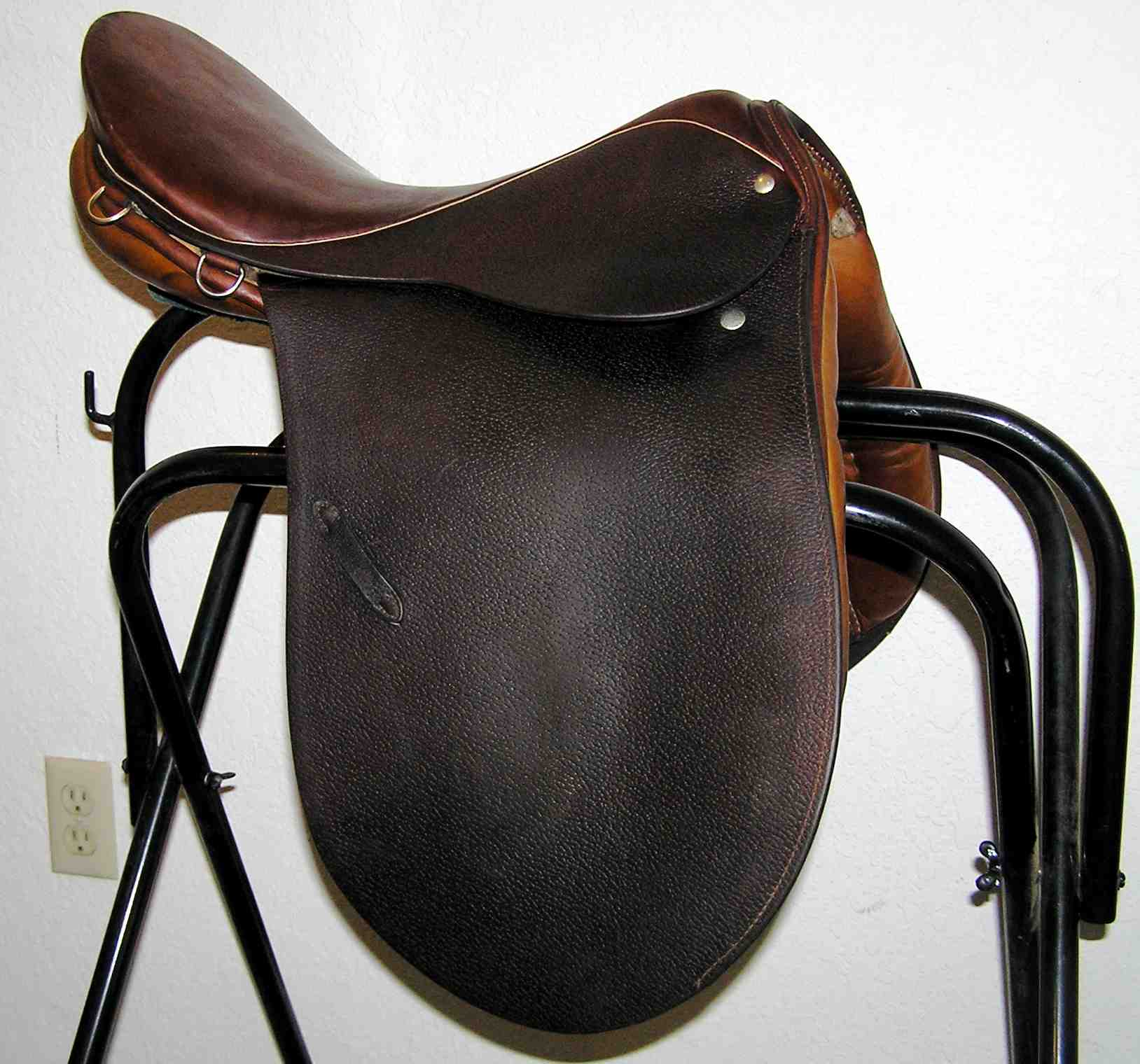
سرج إنجليزي لركوب الخيل.

السَّرْج (والبَرْدَعة أو البَرْذَعة للحمار) جسم داعم للراكب أو أي حمولة أخرى، تثبت على ظهر الحيوان بروابط خاصة. أكثر الأنواع انتشارا هو سرج الخيل ومصمم لاعتلاء صهوة الجواد. ولكن صممت سروج خاصة للإبل ومخلوقات أخرى. أقدم السروج وجد عام 800 ق م وهو وسائد محشوة يربطها إطار بسيط يلتف حول جسم الحيوان. تطور السرج حوالي عام 200 ق م وأضيف له زوجا من الركاب عام 302 م.
السروج التي نراها اليوم تعود في تصاميمها إلى القرنين الثامن عشر والتاسع عشر. واليوم تصنع السروج حسب الحاجة إليها وطبيعة الركوب إن كان للتنزه أو للسباقات أو للعمل. ودورها أن تعين الفارس وجواده على أداء مهمتهما بفعالية عالية. العناية الصحيحة بالسرج تطيل من عمره وتحفظه لمدة طويلة.
يُسمى صانع السرج السرَّاج أو سُروجيّ وحرفته السِّرَاجَة.